# Musica sacra (rivista)
Musica sacra è stata una rivista musicale italiana, specializzata nel repertorio organistico, stampata per quasi un secolo, in tre serie: Milano, 1877-1942 (I serie); 1956-1967 (II serie); Bergamo, 1968-1970 (III serie).

## Storia
La data del primo numero della rivista risale al 15 maggio 1877, con sede a Milano, diretta e fondata da un sostenitore del Movimento ceciliano, Guerrino Amelli, mentre la proprietà fu di Salvatore Meluzzi.
L'intento programmatico del periodico è chiaro dalla pagina iniziale:  Musica Sacra, rivista liturgico-musicale per la restaurazione della musica sacra in Italia.
Il primo numero riporta un passo del rescritto di papa Pio IX indirizzato a Luigi Nazari di Calabiana, arcivescovo di Milano, risalente al 19 giugno 1876; vengono pubblicate anche due lettere di saluto e incoraggiamento: la prima del card. Antonio Saverio De Luca, scelto dalla Santa Sede come protettore della "Generale Associazione di Santa Cecilia" fondata in Germania, la seconda del Domenico Bartolini. 
Fin dal primo numero della rivista è allegato un fascicolo, otto pagine di testo e con dispense di musica sia vocale che per organo; nell'intestazione si legge: « Musica Sacra, repertorio economico - rivista musicale ».
Dal luglio 1886 al settembre 1887 la proprietà passa a un triumvirato formato da Francesco Lurani Cernuschi, Enrico Bossi e Giuseppe Tagliabue; a partire dal gennaio 1895 quest'ultimo rimase proprietario unico della rivista fino al dicembre 1924.
Nel 1956 Giuseppe Biella (1906-1967), canonico in S. Ambrogio, d'accordo con un piccolo gruppo di colleghi, richiamava in vita la rivista travolta dalla guerra alla fine del 1942. La diresse per 12 anni.
Dal 1968, sostenuti dalla casa editrice Carrara di Bergamo, Luciano Migliavacca con Ernesto Teodoro Moneta Caglio tentarono di farla rivivere in veste rinnovata (serie III); dopo una decina di numeri, chiuse definitivamente nel 1970.
Tra i collaboratori Luigi Agustoni, Eduardo Bottigliero, Giovanni Tebaldini, Giuseppe Gallignani (dal 1886 direttore), Pietro Branchina, Jacopo Tomadini.